# Ервео
Ервео (ісп. Herveo) — невелике містечко і муніципалітет в колумбійському департаменті Толіма з населенням 7,7 тис. мешканців. Місто було засноване в 1870 році переселенцями з Антіокії та отримало статус муніципалітету в 1887 році.